# Алфред Пихлер
Алфред Пихлер (Оштрељ код Босанског Петровца, 18. децембар 1913. — Бања Лука, 17. мај 1992) био је бањолучки бискуп.

## Биографија
Поријеклом је Аустријанац из Јужног Тирола. Родио се 1913. као седмо дијете у колонистичкој породици Антона и Матилде Пихлер на Оштрељу у тадашњем котару Босански Петровац. Оштрељ је био дом за бројне њемачке породице које су се ту дошле  ради развоја дрвне индустрије. Због тога је његов матерњи језик био њемачки. И његов најмлађи брат Лудвиг је такође био свештеник као члан Дружбе Исусове у Риму. Основну школу завршио је у Шипову и Приједору 1920. – 1924. У Приједору је завршио шест разреда ондашње гимназије, а онда се опредијелио за свештенички позив. Гимназију је наставио у Травнику као кандидат Бањолучке бискупије. Након матуре 1932. уписао је богословске студије на Врхбосанској богословији у Сарајеву. У чин ђакона је рукоположен 20. фебруара 1937. од стране надбискупа Ивана Шарића. Свештенички чин примио је у сјеменишној цркви Светих Ћирила и Методија у Сарајеву 13. марта 1937. и то с посебним допуштењем, јер је према канонским прописима био премлад.  У септембру 1937. преузима и своју прву свештеничку службу као капелан и вјероучитељ у жупи Похода блажене дјевице Марије у Бањој Луци, а обављао ју је до 15. јануара 1941. За привременог управитеља жупе у Новом Мартинцу, на десној обали доњег Врбаса, именован је 19. јануара 1941. а само два мјесеца послије именован је управитељем жупе. Ту је службу вршио све до 20. септембра 1946. Због опасности од четника морао је избјећи и уточиште је пронашао код траписта у њиховој филијали Јосиповац (Јосефсбург) у Босанском Александровцу, одакле је вршио своју свештеничку дужност у повјереној му жупи колико је могао.  Пихлер је током Другог свјетског рата спасио православни храм Успења Пресвете Богородице у Маглајанима од усташког рушења. Својим дјеловањем током рата од усташа и Нијемаца спасио је око двије стотине Срба. Током рата није вршио покатоличавање Срба.
По завршетку рата проводи с другим Нијемцима десетак мјесеци у логору у Босанском Александровцу, и то од 28. маја 1945. до 17. марта 1946. Од јесени 1946. до прољећа 1952. управљао је жупом у Новој Тополи, као и сусједним жупама Босанским Александровцем и Маховљанима.
Комунистичке га власти оптужују због наводне “непријатељске пропаганде” и затварају од 13. марта 1952. до 14. априла 1954, а казну издржава у “Црној кући” у Бањој Луци и Вареш Мајдану. Потом кратко управља жупом у Старој Ријеци крај Санскога Моста, а онда је у јесен 1954. именован жупником у Прњавору. Одатле је готово двије године, тј. до 18. јуна 1956. управљао и жупом у Кулашима. Уз остале свештеничке дужности био је и бискупов савјетник (конзултор).
Бискуп Драгутин Челик бира га за капитуларног викара бањалучке бискупије. Папа Јован XXIII. га је поставио за бискупа 22. jула 1959. године, а посвећен 18. октобра исте године у Загребу.  Бидкупско гесло му је било "Ни похвалом ни страхом".  Судјеловао је као члан Литургијске комисије на Другом ватиканском сабору, а послије тога био је предсједник Вијећа Бискупске конференције за литургију. Био је и члан Мјешовите католичко-православне комисије за екуменизам. Овоме је доприњело његово пријатељство са Епископом бањалучким Андрејем Фрушчићем. Бискуп Пихлер је једини римокатолички бискуп који је осудио злочине над Србима у Другом свјетском рату. У својој Божићној посланици од 20. децембра 1963. између осталог је рекао: "У овоj земљи су у прошлом рату многа наша браћа православне вјере погинула зато што су православци. Они који су их убијали имали су у џепу католички крсни лист. Звали су се католици. И ти кршћани убијали су друге људе, такођер кршћане, зато што нису Хрвати и католици… Ми болно признајемо ту страшну заблуду тих залуталих људи, па молимо нашу браћу православне вјере да нам опросте као што jе Крист на крижу опростио свима. Уједно и ми опраштамо свима, ако су нас можда мрзили или нам неправду чинили. Данас пред колијевком Исуса Криста нека се избришу сви дугови и нека завлада љубав".
Папа је преко њега послао 2500 $ за градњу Саборне православне цркве у Бањалуци, коју су срушиле усташе.
Након разорног земљотреса који је погодио Бању Луку 1969., католици остају без оба своја храма. Владика Андреј им је, због доброчинстава бискупа Пихлера према Србима у доба НДХ, на око седам мјесеци уступио одређене термине (од 7:00-8:30 недјељом и њиховим празницима) за мисе, у православном Саборном храму.
Био је полиглот и био је члан Друштва есперантиста и често је служио мису на есперанту. Пензионисан је 15. маја 1989, када га је замијенио помоћни бискуп Фрањо Комарица. Преминуо је у Бањој Луци 17. маја, 1992. Сахрањен је у крипти катедрале Светог Боневантуре 20. маја 1992.